# Powiat Greifenhagen

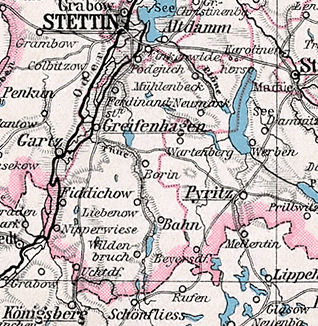
Mapa powiatu gryfińskiego z 1905 r.

Powiat Greifenhagen (niem. Landkreis Greifenhagen, Kreis Greifenhagen; pol. powiat gryfiński) – dawny powiat na terenie kolejno Prus, Cesarstwa Niemieckiego, Republiki Weimarskiej oraz III Rzeszy, istniejący od 1818 do 1945. Należał do rejencji szczecińskiej, w prowincji Pomorze. Teren dawnego powiatu leży obecnie w Polsce, w województwie zachodniopomorskim oraz w Niemczech w kraju związkowym Brandenburgia i powiecie Uckermark oraz w kraju związkowym Meklemburgia-Pomorze Przednie i powiecie Vorpommern-Greifswald.
W 1939 roku powiat zamieszkiwało 57 794  osób, z czego 54 975 ewangelików, 1 358 katolików, 204 pozostałych chrześcijan i 18 żydów.
Wiosną 1945 obszar powiatu zdobyły wojska 2 Frontu Białoruskiego Armii Czerwonej. Po odejściu wojsk frontowych, powiat na podstawie uzgodnień jałtańskich został przekazany polskiej administracji. Jeszcze w tym samym roku zmieniono nazwę powiatu na powiat gryfiński, wyłączając z powiatu jedynie Gartz (Oder), który znalazł się w Niemczech.
1 stycznia 1945 na terenie powiatu znajdowały się cztery miasta:
- Bahn (Banie, 2 587 mieszk[2].)
- Gartz (Oder) (Gartz (Oder), 4 158 mieszk[2].)
- Greifenhagen (Gryfino, 9 855 siedziba powiatu, mieszk[2].)
- Fiddichow (Widuchowa, 2 496 mieszk[2].)